# ولفگانگ شوانیتس
ولفگانگ شوانیتس (آلمانی: Wolfgang Schwanitz؛ ۲۶ ژوئن ۱۹۳۰ – ۱ فوریهٔ ۲۰۲۲) یک سیاست‌مدار اهل آلمان بود.